# Rondeau
Rondeau (množné číslo rondeaux) je středověký a raně renesanční hudební útvar, vycházejícího ze stejnojmenného typu básně o patnácti verších. Rondeau je nutno odlišit od hudebního útvaru rondo, který vznikl v 18. století, ačkoliv jsou patrně příbuzné. Spolu s virelai a baladou patří mezi ustálené literární a hudební formy ve francouzském umění 14. a 15. století. Rondeaux jsou založeny na přesně daném střídání veršů a refrénu. Nejstarší dochovaná rondeaux složil francouzský truvér Adam de la Halle (žil př. 1237 — 1288). Hudební útvar se rozšířil i do Itálie (kde byl znám jako rondello), do Nizozemska a do Německa. V barokní epoše pak byly za rondeaux označovány jednoduché taneční skladby od skladatelů jako například Jean-Baptiste Lully. Rondeaux však skládal i Johann Sebastian Bach.

Ukázka rondeau: Machaut — Doulz viaire gracieus